# Stöllet
Stöllet är en småort (före 2023 tätort) i Torsby kommun och kyrkbyn i Norra Ny socken i Värmland. På orten korsas Klarälvdalen och riksväg 62 av E45 och E16 mellan Torsby och Malung.

## Befolkningsutveckling
| Befolkningsutvecklingen i Stöllet 1960–2020 | Befolkningsutvecklingen i Stöllet 1960–2020 | Befolkningsutvecklingen i Stöllet 1960–2020 | Befolkningsutvecklingen i Stöllet 1960–2020 | Befolkningsutvecklingen i Stöllet 1960–2020 |
| ------------------------------------------- | ------------------------------------------- | ------------------------------------------- | ------------------------------------------- | ------------------------------------------- |
|                                             |                                             |                                             |                                             |                                             |
| År                                          |                                             |                                             | Folkmängd                                   | Areal (ha)                                  |
| 1960                                        | 1960                                        |                                             | 209                                         |                                             |
| 1965                                        | 1965                                        |                                             | 260                                         |                                             |
| 1970                                        | 1970                                        |                                             | 313                                         |                                             |
| 1975                                        | 1975                                        |                                             | 301                                         |                                             |
| 1980                                        | 1980                                        |                                             | 294                                         |                                             |
| 1990                                        | 1990                                        |                                             | 312                                         | 80                                          |
| 1995                                        | 1995                                        |                                             | 294                                         | 80                                          |
| 2000                                        | 2000                                        |                                             | 260                                         | 80                                          |
| 2005                                        | 2005                                        |                                             | 255                                         | 80                                          |
| 2010                                        | 2010                                        |                                             | 245                                         | 81                                          |
| 2015                                        | 2015                                        |                                             | 233                                         | 76                                          |
| 2020                                        | 2020                                        |                                             | 221                                         | 76                                          |
|                                             |                                             |                                             |                                             |                                             |

## Samhället
I Stöllet ligger Norra Ny kyrka, en grundskola (F - 5), Stölletskolan, samt en förskola. Intill de två långa skolbyggnaderna ligger Stöllets gymnastiksal och Klarälvsdalens folkhögskola. Stöllets fritidsgård ligger cirka 300 meter från skolan i ett eget hus. Det finns även en livsmedelsaffär och bensinstation.
Sydsvenska kreditaktiebolaget öppnade ett kontor i Stöllet år 1908. Det övertogs år 1936 av Wermlands enskilda bank. Kontoret fanns kvar in på 2000-talet men lades sedermera ner av Nordea.

## Historia
Den 16 juli 2018 hände en incident där två män kom hem till en annan man beväpnad med samuraisvärd. Två personer skadades mer allvarligt än övriga som endast fick lindriga skador. 
Den 1 januari 2023 inträffade en olycka då en långfärdsbuss körde av vägen och välte i korsningen mellan E16 och riksväg 62 intill f.d. Värmlandsporten.

## Turism
I Stöllet kan man starta sin resa på Klarälven med en flotte. På National Geographic Travellers lista "50 tours of a lifetime" finns färdens längs Klarälven på en egenbyggd timmerflotte  med. Mellan 4 000 och 5 000 turister kommer varje år för att bygga egna flottar och färdas på dem på Klarälven.